# Instalco Intressenter
Instalco Intressenter AB er en svensk installationsvirksomhed. De arbejder med elektricitet, vand og afløb, ventilation og køleteknik. De har hovedkontor i Stockholm og satser på Sverige, Norge og Finland. Instalco blev i 2017 børsnoteret på Stockholmsbörsen.